# Avusrennen 1935
L'Avusrennen 1935 est un Grand Prix qui s'est tenu sur le circuit de l'Avus le 26 mai 1935.

## Première manche

### Grille de départ
| 1re ligne | Pos. 2                           | Pos. 1                         |
| --------- | -------------------------------- | ------------------------------ |
|           | Rosemeyer Auto Union 4 min 49 s  | Stuck Auto Union 4 min 31 s 3  |
| 2e ligne  | Pos. 4                           | Pos. 3                         |
|           | Fagioli Mercedes-Benz 4 min 53 s | Nuvolari Alfa Romeo 4 min 51 s |
| 3e ligne  | Pos. 6                           | Pos. 5                         |
|           | Farina Maserati 5 min 32 s 0     | Geier Mercedes-Benz 4 min 59 s |
| 4e ligne  | Pos. 8                           | Pos. 7                         |
|           | Siena Maserati 5 min 50 s        | Dreyfus Alfa Romeo 5 min 30 s  |
| 5e ligne  | Pos. 10                          | Pos. 9                         |
|           | Zehender Maserati —              | Froy Bugatti —                 |

### Classement de la course
| Pos. | no  | Pilote            | Écurie                 | Châssis                       | Tours | Temps/Abandon              | Grille |
| ---- | --- | ----------------- | ---------------------- | ----------------------------- | ----- | -------------------------- | ------ |
| 1    | 1   | Hans Stuck        | Auto Union AG          | Auto Union Type B             | 5     | 23 min 44 s 8 (249,4 km/h) | 1      |
| 2    | 7   | Luigi Fagioli     | Daimler-Benz AG        | Mercedes-Benz W25B            | 5     | + 32 s 2                   | 4      |
| 3    | 11  | René Dreyfus      | Scuderia Ferrari       | Alfa Romeo Tipo B Streamline  | 5     | + 3 min 7 s 6              | 7      |
| 4    | 8   | Hanns Geier       | Daimler-Benz AG        | Mercedes-Benz W25A Streamline | 5     | + 3 min 20 s 2             | 5      |
| 5    | 20  | Giuseppe Farina   | Scuderia Subalpina     | Maserati 4C                   | 5     | + 4 min 3 s 2              | 6      |
| 6    | 9   | Tazio Nuvolari    | Scuderia Ferrari       | Alfa Romeo 16C Bimoteur       | 5     | + 5 min 30 s 4             | 3      |
| 7    | 21? | Dudley Froy       | George Manby-Colegrave | Bugatti T54                   | 4     | + 1 tour                   | 9      |
| Abd. | 15? | Goffredo Zehender | Scuderia Subalpina     | Maserati 6C-34                | 3     | Suralimentation            | 10     |
| Abd. | 4   | Bernd Rosemeyer   | Auto Union AG          | Auto Union Type A Streamline  | 3     | Moteur                     | 2      |
| Abd. | 16  | Eugenio Siena     | Scuderia Subalpina     | Maserati 8C                   | 3     |                            | 8      |

- Légende: Abd.=Abandon - Np.=Non partant.

## Deuxième manche

### Grille de départ
| 1re ligne | Pos. 2                                   | Pos. 1                              |
| --------- | ---------------------------------------- | ----------------------------------- |
|           | Von Brauchitsch Mercedes-Benz 4 min 47 s | Varzi Auto Union 4 min 47 s         |
| 2e ligne  | Pos. 4                                   | Pos. 3                              |
|           | Zu Leiningen Auto Union 4 min 53 s       | Caracciola Mercedes-Benz 4 min 52 s |
| 3e ligne  | Pos. 6                                   | Pos. 5                              |
|           | Hartmann Maserati 5 min 55 s 0           | Chiron Alfa Romeo 5 min 1 s         |
| 4e ligne  | Pos. 8                                   | Pos. 7                              |
|           | Balestrero Maserati —                    | Barbieri Alfa Romeo 5 min 59 s      |
| 5e ligne  | Pos. 10                                  | Pos. 9                              |
|           | Étancelin Maserati —                     |                                     |

### Classement de la course
| Pos. | no | Pilote                  | Écurie                      | Châssis                      | Tours | Temps/Abandon              | Grille |
| ---- | -- | ----------------------- | --------------------------- | ---------------------------- | ----- | -------------------------- | ------ |
| 1    | 5  | Rudolf Caracciola       | Daimler-Benz AG             | Mercedes-Benz W25B           | 5     | 24 min 47 s 0 (238,9 km/h) | 3      |
| 2    | 2  | Achille Varzi           | Auto Union AG               | Auto Union Type B            | 5     | + 54 s 3                   | 1      |
| 3    | 6  | Manfred von Brauchitsch | Daimler-Benz AG             | Mercedes-Benz W25B           | 5     | + 1 min 42 s 3             | 2      |
| 4    | 10 | Louis Chiron            | Scuderia Ferrari            | Alfa Romeo 16C Bimoteur      | 5     | + 2 min 34 s 5             | 5      |
| 5    | 14 | Philippe Étancelin      | Scuderia Subalpina          | Maserati 6C-34               | 5     | + 3 min 53 s 4             | 10     |
| 6    | 12 | Ferdinando Barbieri     | Privé                       | Alfa Romeo Tipo B            | 5     | + 5 min 15 s 4             | 7      |
| 7    | 18 | László Hartmann         | Privé                       | Maserati 8CM                 | 5     | + 5 min 16 s 2             | 6      |
| Abd. | 3  | Hermann zu Leiningen    | Auto Union AG               | Auto Union Type A Streamline | 2     | Moteur                     | 4      |
| Abd. | 19 | Renato Balestrero       | Gruppo Genovese San Giorgio | Maserati 8C                  | 2     | Accident                   | 8      |

- Légende: Abd.=Abandon - Np.=Non partant.

## Dernière manche

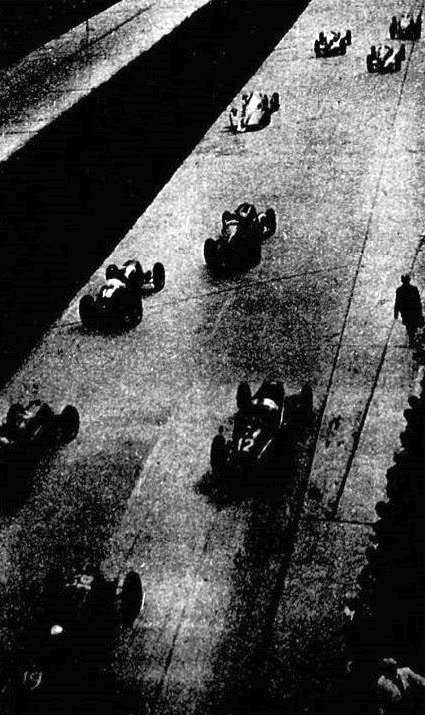
La grille du départ

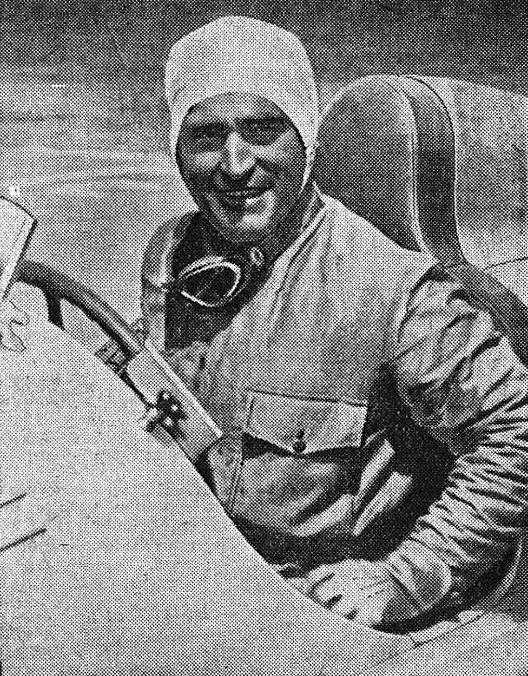
Luigi Fagioli, remporte la course

### Grille de départ
| 1re ligne | Pos. 2                                      | Pos. 1                              |
| --------- | ------------------------------------------- | ----------------------------------- |
|           | Caracciola Mercedes-Benz 24 min 47 s 0      | Stuck Auto Union 23 min 44 s 8s     |
| 2e ligne  | Pos. 4                                      | Pos. 3                              |
|           | Varzi Auto Union 25 min 31 s 3s             | Fagioli Mercedes-Benz 24 min 17 s 3 |
| 3e ligne  | Pos. 6                                      | Pos. 5                              |
|           | Von Brauchitsch Mercedes-Benz 26 min 39 s 0 | Dreyfus Alfa Romeo 26 min 52 s 4    |
| 4e ligne  | Pos. 8                                      | Pos. 7                              |
|           | Chiron Alfa Romeo 27 min 57 s 1             | Geier Mercedes-Benz 27 min 0 s 1    |

### Classement de la course
| Pos. | no  | Pilote                  | Écurie             | Châssis                       | Tours | Temps/Abandon              | Grille |
| ---- | --- | ----------------------- | ------------------ | ----------------------------- | ----- | -------------------------- | ------ |
| 1    | 7   | Luigi Fagioli           | Daimler-Benz AG    | Mercedes-Benz W25B            | 10    | 49 min 13 s 2 (239,6 km/h) | 3      |
| 2    | 10  | Louis Chiron            | Scuderia Ferrari   | Alfa Romeo 16C Bimoteur       | 10    | + 1 min 35 s 2             | 8      |
| 3    | 2   | Achille Varzi           | Auto Union AG      | Auto Union Type B             | 10    | + 2 min 14 s 2             | 4      |
| 4    | 1   | Hans Stuck              | Auto Union AG      | Auto Union Type B             | 10    | + 2 min 23 s 2             | 1      |
| 5    | 6   | Manfred von Brauchitsch | Daimler-Benz AG    | Mercedes-Benz W25B            | 10    | + 4 min 5 s 2              | 6      |
| 6    | 11  | René Dreyfus            | Scuderia Ferrari   | Alfa Romeo Tipo B             | 10    | + 5 min 11 s 2             | 7      |
| Abd. | 5   | Rudolf Caracciola       | Daimler-Benz AG    | Mercedes-Benz W25B            | 7     | Suralimentation            | 2      |
| Abd. | 8   | Hanns Geier             | Daimler-Benz AG    | Mercedes-Benz W25A Streamline | 3     | Bougies/Carburateur?       | 7      |
| Np.  | 17? | Hans Rüesch             | Privé              | Maserati 8CM                  |       | Non partant                |        |
| Np.  | 22? | Pietro Ghersi           | Scuderia Subalpina | Maserati 6C-34                |       | Non partant                |        |

- Légende: Abd.=Abandon - Np.=Non partant.

## Pole position et record du tour
- Pole position :  Hans Stuck (Auto Union) meilleur temps des manches préliminaires.
- Meilleur tour en course :  Hans Stuck (Auto Union) en 4 min 31 s 1 (259,9 km/h).